# Gördes
Gördes là một huyện thuộc tỉnh Manisa, Thổ Nhĩ Kỳ. Huyện có diện tích 947 km² và dân số thời điểm năm 2007 là 33171 người, mật độ 35 người/km².